# تیم دوچرخه‌سواری سالوارانی
سالوارانی یک تیم دوچرخه‌سواری حرفه‌ای ایتالیایی بود که در سال ۱۹۶۳ بنیان‌گذاری و در سال ۱۹۷۲ منحل شد. حامی مالی این تیم، شرکت ایتالیایی سالوارانی بود که سازندهٔ وسایل آشپزخانه بود.

## افتخارات
- هفتم جیرو دیتالیای ۱۹۶۳، دیگو رونکینی
- جیرو دیتالیای ۱۹۶۴:
  - چهارم رده‌بندی اصلی: ویتوریو آدورنی
  - سوم رده‌بندی کوهستان: ویتا تاکونه
  - سوم رده‌بندی تیمی
- جیرو دیتالیای ۱۹۶۵:
  - اول  رده‌بندی اصلی: ویتوریو آدورنی
  - سوم رده‌بندی اصلی: فلیچه جیموندی
  - دوم رده‌بندی کوهستان: ویتا تاکونه
  - اول رده‌بندی تیمی
- تور دو فرانس ۱۹۶۵:
  - اول  رده‌بندی اصلی: فلیچه جیموندی
  - سوم رده‌بندی امتیازی: فلیچه جیموندی
- پنجم جیرو دیتالیای ۱۹۶۶، فلیچه جیموندی
- جیرو دیتالیای ۱۹۶۷:
  - اول  رده‌بندی اصلی: فلیچه جیموندی
  - اول رده‌بندی امتیازی: دینو زاندگو
  - سوم رده‌بندی کوهستان: فرانکو بیتوسی، فلیچه جیموندی، ویتوریو آدورنی
  - سوم رده‌بندی تیمی
- سوم جیرو دیتالیای ۱۹۶۸، فلیچه جیموندی
- جیرو دیتالیای ۱۹۶۹:
  - اول  رده‌بندی اصلی: فلیچه جیموندی
  - سوم رده‌بندی کوهستان: فلیچه جیموندی
- چهارم تور دو فرانس ۱۹۶۹، فلیچه جیموندی
- دوم جیرو دیتالیای ۱۹۷۰، فلیچه جیموندی
- تور دو فرانس ۱۹۷۰:
  - دوم رده‌بندی امتیازی: والتر گودفروت
  - اول رده‌بندی تیمی
- جیرو دیتالیای ۱۹۷۱:
  - سوم رده‌بندی کوهستان: پریمو موری
  - سوم رده‌بندی امتیازی: فلیچه جیموندی
  - دوم رده‌بندی تیمی
- سوم رده‌بندی کوهستان جیرو دیتالیای ۱۹۷۲، پریمو موری
- دوم تور دو فرانس ۱۹۷۲، فلیچه جیموندی